# Évisa
Évisa (korsisch und italienisch Evisa) ist eine Gemeinde im französischen Département Corse-du-Sud auf der Mittelmeerinsel Korsika. Sie gehört zum Kanton Sevi-Sorru-Cinarca im Arrondissement Ajaccio. Die Bewohner nennen sich Avisiens, auf korsisch Visinchi.

## Geografie
Die Route forestière 9 tangierte das auf 850 Metern über dem Meeresspiegel gelegene Évisa. Die Nachbargemeinden sind Manso im Norden, Albertacce im Nordosten und Osten, Marignana im Südosten und Süden, Cristinacce im Süden und Südwesten, Ota im Westen sowie Serriera im Westen und Nordwesten.
Örtliche Erhebungen heißen Capu a e Ghiargole (2105 m), Capu a Rughia (1712 m), Capu di Mele (1559 m), Capu Suariccione (1439 m) und Capu d'Orzu (906 m).
Bei Évisa gibt es Riebeckit-Vorkommen.

## Bevölkerungsentwicklung
| Jahr      | 1962 | 1968 | 1975 | 1982 | 1990 | 1999 | 2007 | 2016 |
| --------- | ---- | ---- | ---- | ---- | ---- | ---- | ---- | ---- |
| Einwohner | 401  | 336  | 312  | 248  | 257  | 196  | 182  | 213  |

## Wirtschaft
In Évisa wurde eine Selve wiederbelebt.